# Asamblea de Mayo

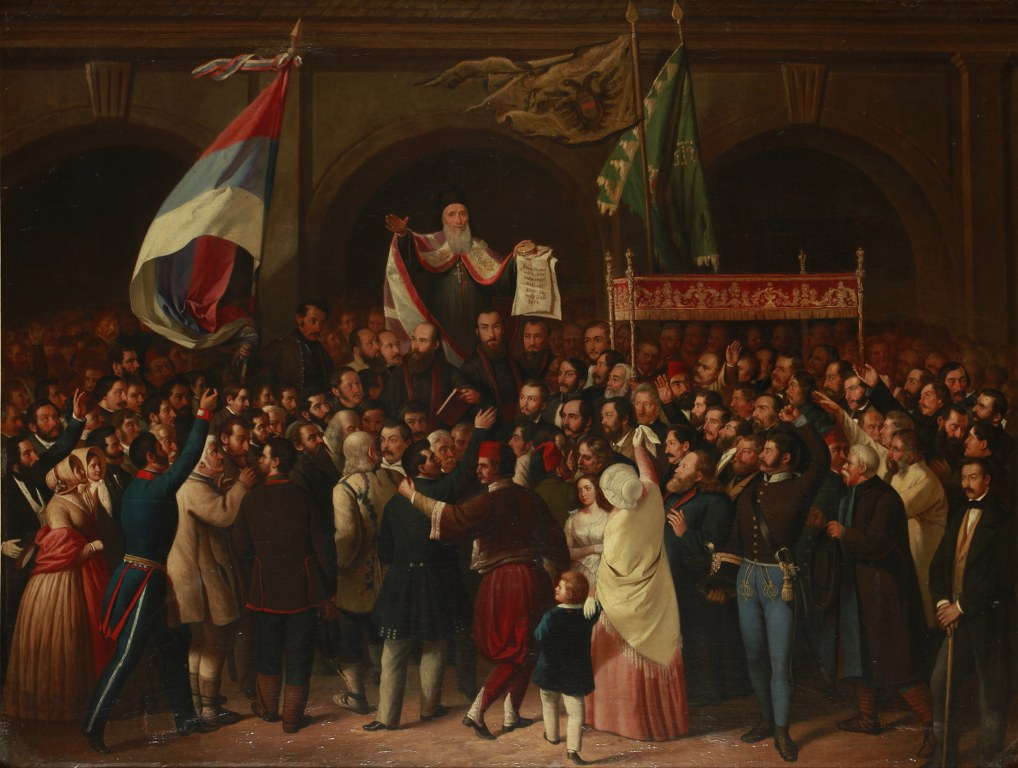
La Asamblea de Mayo de 1848 en Sremski Karlovci

Asamblea de Mayo (en serbio: Мајска скупштина) fue la asamblea nacional de los serbios del Imperio austriaco, celebrada los días 1 y 3 de mayo de 1848 en Sremski Karlovci, durante la cual los serbios proclamaron la Voivodina serbia autónoma. Esta acción fue reconocida posteriormente por la autoridad suprema austriaca en Viena. La Asamblea de Mayo formó parte de las Revoluciones Europeas de 1848.

## Las decisiones de la Asamblea
La Asamblea adoptó oficialmente las siguientes decisiones:
- La nación serbia es políticamente libre e independiente bajo la Casa de Austria y la corona general húngara.
- Proclamamos la Voivodina serbia, que incluye Sirmia con la Frontera, Baranya, Bačka con el Distrito Bečej y el Batallón Šajkaš, Banato con la Frontera y el Distrito Kikinda.
- La Voivodina serbia forma la alianza política con el Reino Trino de Croacia, Eslavonia y Dalmacia.
- Se constituye la Junta Popular Permanente, como órgano ejecutivo de la Asamblea Popular.
- Reconocemos la independencia étnica de los valacos (rumanos).
- Nombramos a la Junta que llevará estas decisiones ante el Emperador y la Asamblea de Croacia.
- Designamos una delegación para el Congreso Eslavo de Praga.